# Anouk
Anouk Schemmekes (z domu Teeuwe) (ur. 8 kwietnia 1975 w Hadze) – holenderska wokalistka pop-rockowa.
Zdobywczyni ponad 30 nagród muzycznych, m.in. holenderskiej MTV i Edisona. Reprezentantka Holandii podczas 58. Konkursu Piosenki Eurowizji (2013).

## Życiorys
Muzyką zainteresowała ją matka, która śpiewała bluesa. Jako mała dziewczynka pisała własne teksty i śpiewała. W wieku 13 lat przeżyła okres nastoletniego buntu, m.in. zaczęła uciekać z domu i trafiła do domu dziecka. Podczas jednej z ucieczek poznała gitarzystę Dennisa Weimara, dzięki któremu zaczęła występować w pubie De Pater. W wieku 15 lat zrezygnowała z dalszej nauki, by w pełni skupić się na śpiewaniu. Zaczęła występować wspólnie z zespołem Shotgun Wedding, głównie na przyjęciach ślubnych. Uczęszczała na zajęcia muzyczne do Akademii Muzycznej w Rotterdamie, jednak ze względu na słabe wyniki została wyrzucona ze szkoły. Mimo tego jej talent dostrzegł Alfred Lagarde, który zmiksował kilka jej demo. W tym czasie poznała Barry'ego Haya z Golden Earring, który zaproponował jej nagranie singla i zaoferował kilka gościnnych występów. Wkrótce później podpisała kontrakt z wytwórnią Dino Music. W 1996 wydała debiutancki singiel „Mood Indigo”, który osiągnął umiarkowany rozgłos. Kontynuując współpracę z Golden Earring, założyła własny zespół razem z Jackiem Pistersem. Barry Hay wówczas skupił się na własnym zespole, a Anouk z Bartem van Veenem zaczęli pisać teksty na pierwszy album.

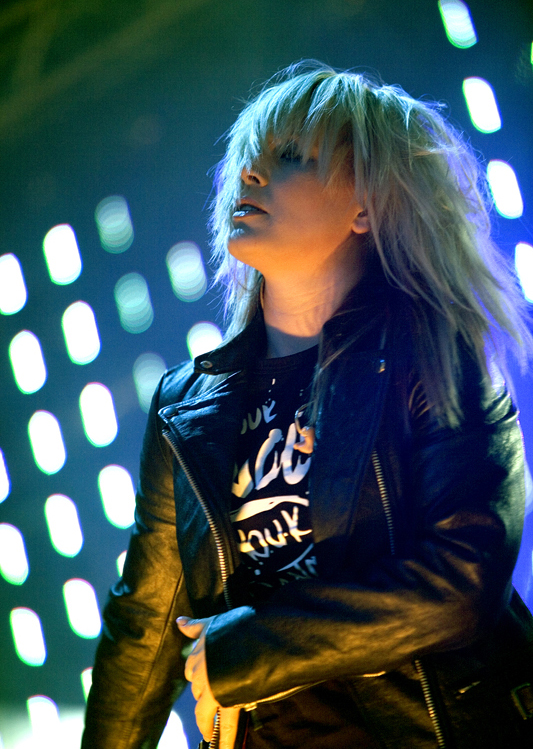
Anouk podczas koncertu (2006)

Wiosną 1997 wydała singel „Nobody’s Wife”, który zdobył europejski rozgłos, trafiając na wysokie miejsca list przebojów nie tylko w Holandii, ale też Szwecji i Norwegii, gdzie uzyskał certyfikat platynowej płyty, jak i Belgii, gdzie został wyróżniony złotą płytą. Singlem promowała debiutancki album studyjny pt. Together Alone, za który odebrała certyfikat potrójnie platynowej płyty w Holandii. W ciągu dwóch miesięcy album sprzedał się w 100 tys. egzemplarzy i przez wiele tygodni utrzymywał się na listach przebojów w kilku krajach Europy, a także uzyskał status złotej płyty w Skandynawii i platynowej we Włoszech. Piosenkarka została wyróżniona przez stację nagrodami TMF za odkrycie roku i najlepszy singel (za „Nobody’s Wife”) oraz otrzymała trzy Edison Music Awards w kategoriach: piosenkarka holenderska, najlepszy debiut i najlepsze wideo. Latem wystąpiła na festiwalach Parkpop i Pinkpop oraz odbyła europejską trasę koncertową. Wydała też singiel „Sacrifice”, z którym zajęła szóste miejsce na liście przebojów w Holandii. W międzyczasie została drugim artystą pod względem liczby sprzedanych płyt. W listopadzie ruszyła w trasę koncertową Bennie & Ballie tour, nazwaną tak na cześć jej dwóch kotów. Zaangażowała się też w kampanię promocyjną w Stanach Zjednoczonych, gdzie podpisała kontrakt z wytwórnią Sony/Columbia.
Równolegle z koncertowaniem, pisała materiał na drugi album, nad którym pracowała w Portugalii. Album pt. Urban Solitude promowała singlem „R U Kiddin Me”. Następnie podpisała kontrakt z producentem Pepsi-Coli, obejmujący m.in. sponsorowanie tras koncertowych Tournedos. W tym czasie wydała singiel „Michel” i nagrała motyw muzyczny do filmu Hollywood Sign, w którym zagrała epizodyczną rolę. Wygrała nagrody holenderskiego MTV i dwie nagrody Edisona (w kategoriach najlepszy artysta i najlepsza piosenkarka). Latem wydała reedycję płyty pt. Urban Solitude, który uzupełniła bonusowym CD, zawierającym nagrania na żywo i dwa teledyski. Po trzech miesiącach odpoczynku od koncertowania wyjechała do USA, by tworzyć nowy materiał. Z czasem powróciła do Holandii, gdzie wydała singel „Break Down the Wall”, który można było nabyć jedynie po zebraniu odpowiedniej liczby punktów Pepsi. W 2001 wydała singel „Don’t”, którym zwiastowała trasę koncertową o nazwie AA Semi Acoustic-tour. W tym czasie zaczęła częściej występować z akustycznymi wersjami swoich utworów. Za piosenkę „Michel” odebrała Edisona w kategorii „najlepszy singel”. W marcu wydała album pt. Lost Tracks, na którym zawarła wcześniej niewydane piosenki, a także utwory w wersji akustycznej i alternatywnej, jak też piosenkę „Sacrifice”. Album osiągnął status platynowej płyty w Holandii. W tym czasie rozstała się z całym składem zespołu i uformowała nowy. W czerwcu ponownie wystąpiła na festiwalu Pinkpop, a także na festiwalach Parkpop, Werchter i Noorderslag Festival w Groningen, gdzie odebrała statuetkę Pop Award.
W kwietniu 2002 udała się na kilkumiesięczny urlop macierzyński. Powróciła w październiku, wydawszy singel „Everything”. W 2003 zaprezentowała kolejny album studyjny pt. Graduate Fool. Następnie ponownie wystąpiła na Noorderslag. W połowie marca ruszyła w trasę koncertową wraz z 16Down. Wcześniej została wyróżniona nagrodą Gouden Harp i Edison Music Awards. W kwietniu zwyciężyła w kategorii „najlepsza wokalistka holenderska” stacji TMF. W styczniu 2004 wydała album pt. Update, na którym umieściła 13 piosenek, w tym siedem nagranych w wersji akustycznej, w tym przebój zespołu R.E.M. „Losing My Religion”. Również w 2004 wystąpiła na Easter Pop festival w Schijndel. W czerwcu zaśpiewała na koncercie przed Davidem Bowiem na stadionie Amsterdam Arena, po czym wraz z Bartem van Veenem zaczęła pracę nad materiałem na kolejną płytę. Album pt. Hotel New York, który nazwała na cześć nazwy rotterdamskiego hotelu, w którym powstał, zawierał materiał łączący elementy reggae, rocka, popu i bluesa oraz ballady. Za album odebrała certyfikat podwójnej platynowej płyty, a promujący album singiel „Girl” został najlepiej sprzedającym się utworem w Holandii. Mikserem albumu był Tony Maserati. Pod koniec roku odebrała nagrodę za najlepsze wideo („I Live for You”) podczas festiwalu filmowego w Utrechcie. 19 marca 2005 zdobyła 3FM Awards dla najlepszej piosenkarki i za najczęściej grany teledysk („Girl”). Pod koniec marca za Hotel New York odebrała certyfikat złotej płyty w Belgii za sprzedaż ponad 25 tys. egzemplarzy. W kwietniu otrzymała nagrodę TMF dla najlepszej piosenkarki lokalnej oraz Devil Award dla najlepszej piosenkarki. W październiku zdobyła trzy belgijskie TMF Awards dla najlepszego międzynarodowego artysty oraz za najlepszą płytę i teledysk. Zaśpiewała na płycie pt. Green zespołu swojego męża, Remona Stotijna. W listopadzie zaśpiewała w Sports Palace w Antwerpii. W grudniu zagrała koncert w Rotterdam Ahoy' Arena, po czym wraz z rodziną przeprowadziła się do Ohio. Kilka tygodni po krajowej premierze album Hotel New York ukazał się na europejskim rynku muzycznym. Płytę promowała singlem „Girl/Lost”, a w ramach promocji albumu udzieliła wywiadu dla niemieckiego pisma For Him Magazine jako „gwiazda miesiąca”. Odebrała nagrodę 3FMi Edisona dla najlepszej piosenkarki. Wywołała kontrowersje odwołaniem występu podczas Pinkpop, co tłumaczyła niezadowoleniem z oferowanych warunków zakwaterowania.

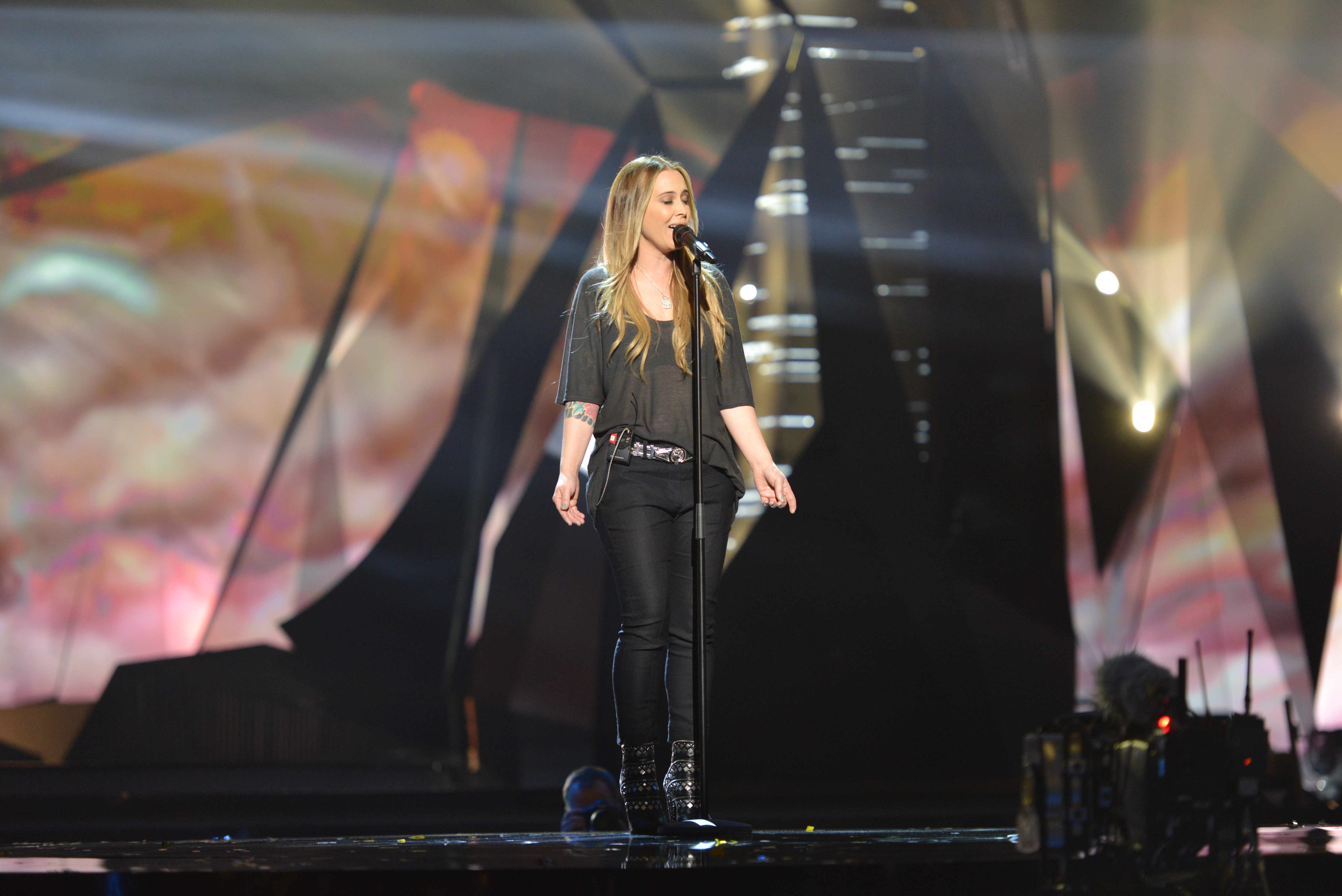
Anouk podczas 58. Konkursu Piosenki Eurowizji (2013)

W 2006 zagrała szereg koncertów, m.in. podczas festiwali Rock im Park, Rock am Ring, Indian Summer Festival, Parkpop, Rock Werchter czy Lowlands Festival. Została nominowana w Belgii przez stację The Music Factory do nagrody w kategoriach „najlepsza piosenkarka” (razem z Aguilerą i Kelly Clarkson) oraz „najlepszy występ na żywo”, a w holenderskim TMF w kategoriach „najlepsza artystka”, „najlepszy rockowy występ” i „najlepszy teledysk” (do piosenki „Downhill”). Podwójny album koncertowy pt. Anouk Is Alive uzyskał wynik ponad 40 tys. sprzedanych egzemplarzy. W latach 2007–2011 wydała kilka nowych albumów: Who's Your Momma (2007), For Bitter Or Worse (2009) i To Get Her Together (2011), jak też koncertowy pt. Live at GelreDome (2008). 17 października 2012 poinformowała, że została wewnętrznie wybrana na reprezentantkę Holandii podczas 58. Konkursu Piosenki Eurowizji organizowanego w maju 2013 w Malmö. W lutym 2013 zaprezentowała konkursowy utwór – „Birds”, a w maju zajęła z nim 9. miejsce z 114 punktami w finale Eurowizji. Również w 2013 wydała album pt. Sad Singalong Songs, który promowała singlem „Birds”. W 2014 wydała dwunasty album pt. Paradise and Back Again.

## Życie prywatne
Do 2004 była w związku z Remonem Stotijnem, z którym ma troje dzieci: Benjamina Kingsleya (ur. 18 kwietnia 2002), Elijaha Jeremiasza (ur. 5 grudnia 2003) i Phoenix Ray (ur. 3 czerwca 2005). Była żoną Edwina Jansena. Ze związku z raperem Unorthadoxem ma syna Jesiaha Doxa (ur. 2010). W czerwcu 2014 urodziła syna Siona Jethro.

## Zespół
- od 6 listopada 2002

1. Hans Eijkenaar perkusja
2. Michel van Schie bas
3. Leendert Haaksma gitara
4. Martijn van Agt gitara
5. Ronald Kool klawisze (11-12, 2005)

- CD Graduated Fool

1. Hans Eijkenaar perkusja
2. Michel van Schie bas
3. Leendert Haaksma gitara
4. Rene van Barneveld gitara
5. Lex Bolderdijk gitara

- 27/05/2001 - 14/09/2001

1. Hans Eijkenaar perkusja
2. Silvano Matadin bas
3. Rene van Barneveld gitara
4. Jack Pisters gitara
5. Robin van Vliet klawisze

- 6/02/2001 - 1/04/2001 (AA-Tour)

1. Satindra Kalpoe perkusja
2. Michel van Schie bas
3. Paul Jan Bakker gitara
4. Roland „Bolle” Dirkse gitara
5. Stef van Es gitara
6. Eugene Latumeten klawisze

- Rok 1999

1. Satindra Kalpoe perkusja
2. Michel van Schie bas
3. Paul Jan Bakker gitara
4. Roland „Bolle” Dirkse gitara
5. Sven Figee klawisze

- Rok 1998

1. Satindra Kalpoe perkusja
2. Carlos Lake bas
3. Paul Jan Bakker gitara
4. Roland „Bolle” Dirkse gitara
5. Sven Figee klawisze

- Rok 1997

1. Satindra Kalpoe perkusja
2. Carlos Lake bas
3. Paul Jan Bakker gitara
4. Ruud Groenendijk gitara

- 29/04/1997 (Koninginnendag)

1. Satindra Kalpoe perkusja
2. Carlos Lake bas
3. Ricardo Pronk gitara
4. Emanuel Aziz gitara
5. Sven Figee klawisze

Źródło: www.audio.demon.nl.

## Dyskografia

### Albumy studyjne
- Together Alone (1997)
- Urban Solitude (1999)
- Lost Tracks (2001)
- Graduated Fool (2002)
- Update (2004)
- Hotel New York (2004)
- Anouk Is Alive (2006)
- Who's Your Momma (2007)
- For Bitter Or Worse (2009)
- To Get Her Together (2011)
- Sad Singalong Songs (2013)
- Paradise and Back Again (2014)
- Queen For A Day (2016)
- Fake It Till We Die (2016)
- Wen D'r Maar Aan (2018)

### Albumy koncertowe
- Lost Tracks (2001)
- The Music Videos (2002)
- Close-up (2004)
- Anouk Is Alive (2006)
- Live at GelreDome (2008)

## Nagrody muzyczne
1998
- TMF Awards:
  - Best New Single (Nobody's Wife)
  - Best Newcoming act

1999
- Edison Awards: 2 awards
- TMF Awards: 4 awards

2000
- TMF Awards:
  - Best Single, Best Female
  - Best Live Act
  - Best Videoclip
- Edison Awards:
  - Best Female Artist (public vote)
  - Best Artist (jury vote)

2001
- Edison Awards:
  - Best Single

2002
- Noorderslag Popprijs 2001

2003
- - Golden Harp 2003
- Edison Awards:
  - Best Female
- TMF Awards:
  - Best Female

2005
- 3FM Radio Awards:
  - Best Female, Schaal van Rigter (best single „Girl”)
  - Schaal van Rigter (best single „Girl”)
  - Duiveltje (musicians vote for their best colleague)
- Dutch TMF Awards:
  - Best Female National
- Belgium TMF Awards:
  - Best Female Artist International
  - Best Album International
  - Best Video International
- Dutch MTV Awards:
  - Best Dutch/Belgium Act

## Telewizja i film
- Top of the Pops NL - TV show, jako Anouk, Holandia. Sezon 1, odcinki 127 (2003); 203 (2004); 214, 215, 217, 219, 227 (2005).
- Pulse - dokument, jako Anouk, reżyseria M. Pos, Holandia. Sezon 3, odcinek 2 (2004).
- Lost Tracks - dokument, jako Anouk, reżyseria P. Steur, Holandia (2001).
- The Hollywood Sign - komediodramat, reżyseria S. Wortmann, Niemcy\Stany Zjednoczone\Holandia (2001).
- Sen kväll med Luuk - talk show, jako Anouk, reżyseria S. Stojanovic, Holandia. Sezon 4, odcinek 2 (1998).